# Nikka
La Nikka Whisky Distilling Co. Ltd. (ニッカウヰスキー株式会社, Nikka uisukī kabushiki gaisha) est une entreprise japonaise du secteur agroalimentaire qui produit et distribue du whisky et du brandy. Son siège social est situé à Tokyo. Nikka est une filiale d'Asahi Breweries.
Nikka possède deux distilleries au Japon : l’une à Yoichi (余市) sur Hokkaido et l’autre, Miyagikyo (宮城峡), à Sendai sur Honshū, et une en Écosse : Ben Nevis au nord de Fort William.

## Histoire
Nikka est fondé le 2 juillet 1934 par Masataka Taketsuru, sous le nom de Dainipponkajū kabushiki gaisha (大日本果汁株式会社, littéralement « grande entreprise de jus de fruit japonais »), avec la création de la distillerie de Yoichi sur l'île de Hokkaido. Masataka Taketsuru, un ingénieur chimiste grand artisan du développement de l’industrie du whisky au Japon, vient alors de quitter Kotobukiya, l'ancêtre de Suntory, pour lequel il a mis en place une distillerie près de Kyoto, Yamazaki, première distillerie du Japon. En attendant le vieillissement des fûts pour la première commercialisation en octobre 1940, la société survit en vendant du jus de pommes et du cidre, notamment un brandy à base de pomme. À la faveur du blocus des whiskies écossais et américains pendant la Seconde Guerre mondiale, son whisky trouve un débouché important dans son pays.
L'entreprise est renommée Nikka, abréviation de « nippon » et « kaju », et intitulé donné initialement à son premier whisky, en 1952. La seconde distillerie de la société, Miyagikyo, est bâtie à Sendai sur Honshū en 1969. En 1989, Nikka rachète la distillerie Ben Nevis au nord de Fort William en Écosse. En 1998, une distillerie de grain abritant deux alambics de type Coffey (ou alambic à colonne) fut construite sur le site Miyagikyo.

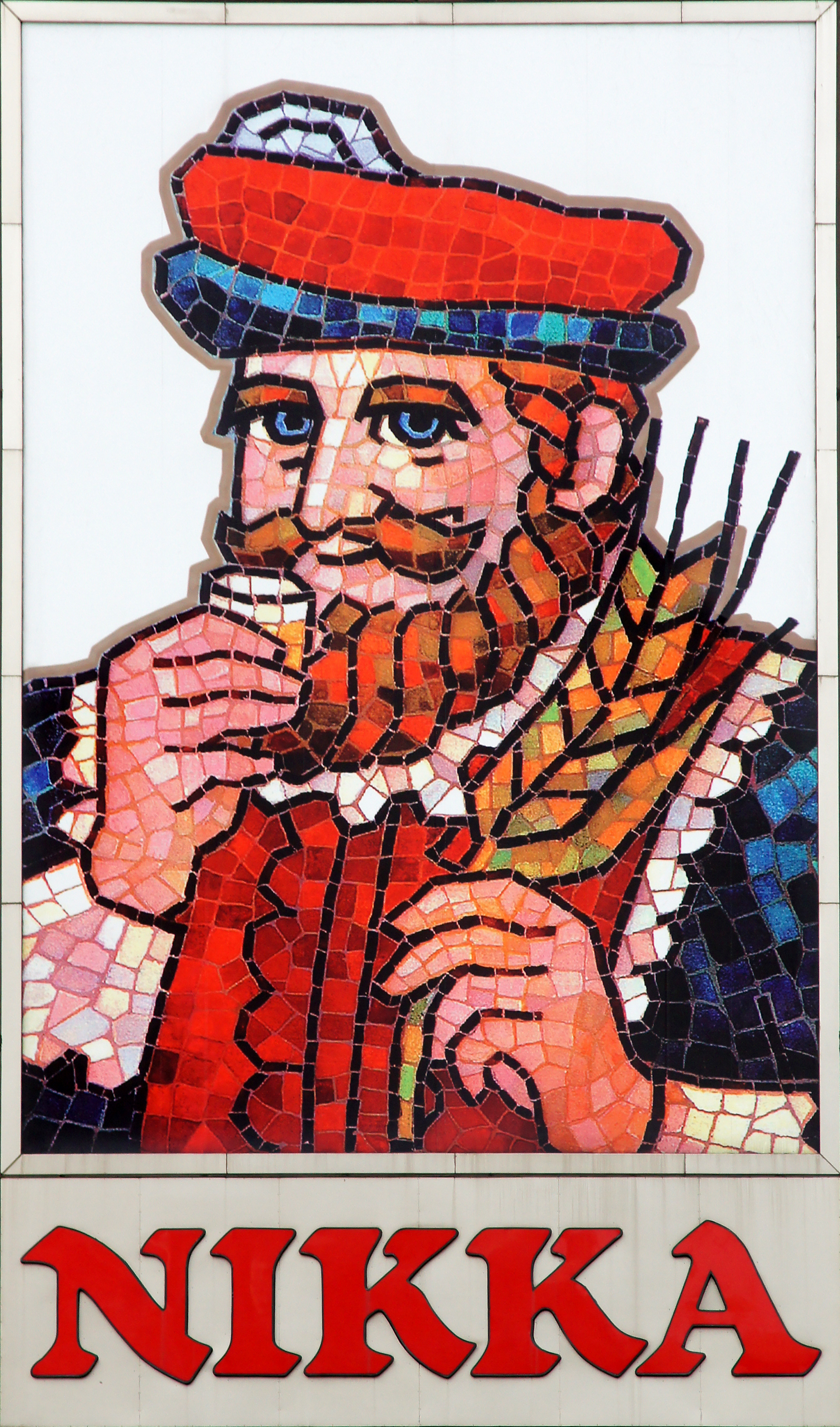
« Mascotte » du whisky Black Nikka
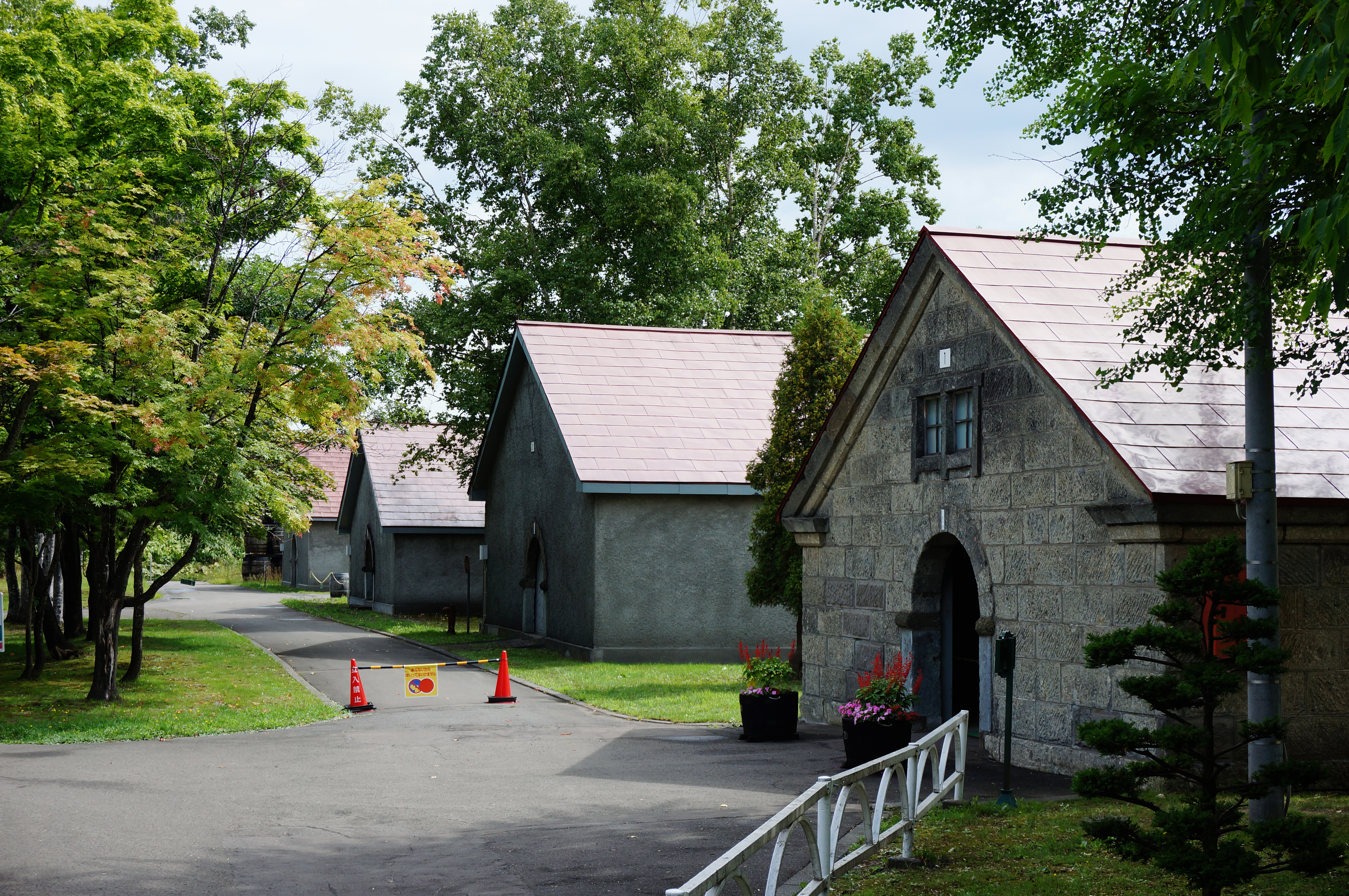
Un bâtiment de la distillerie Yoichi
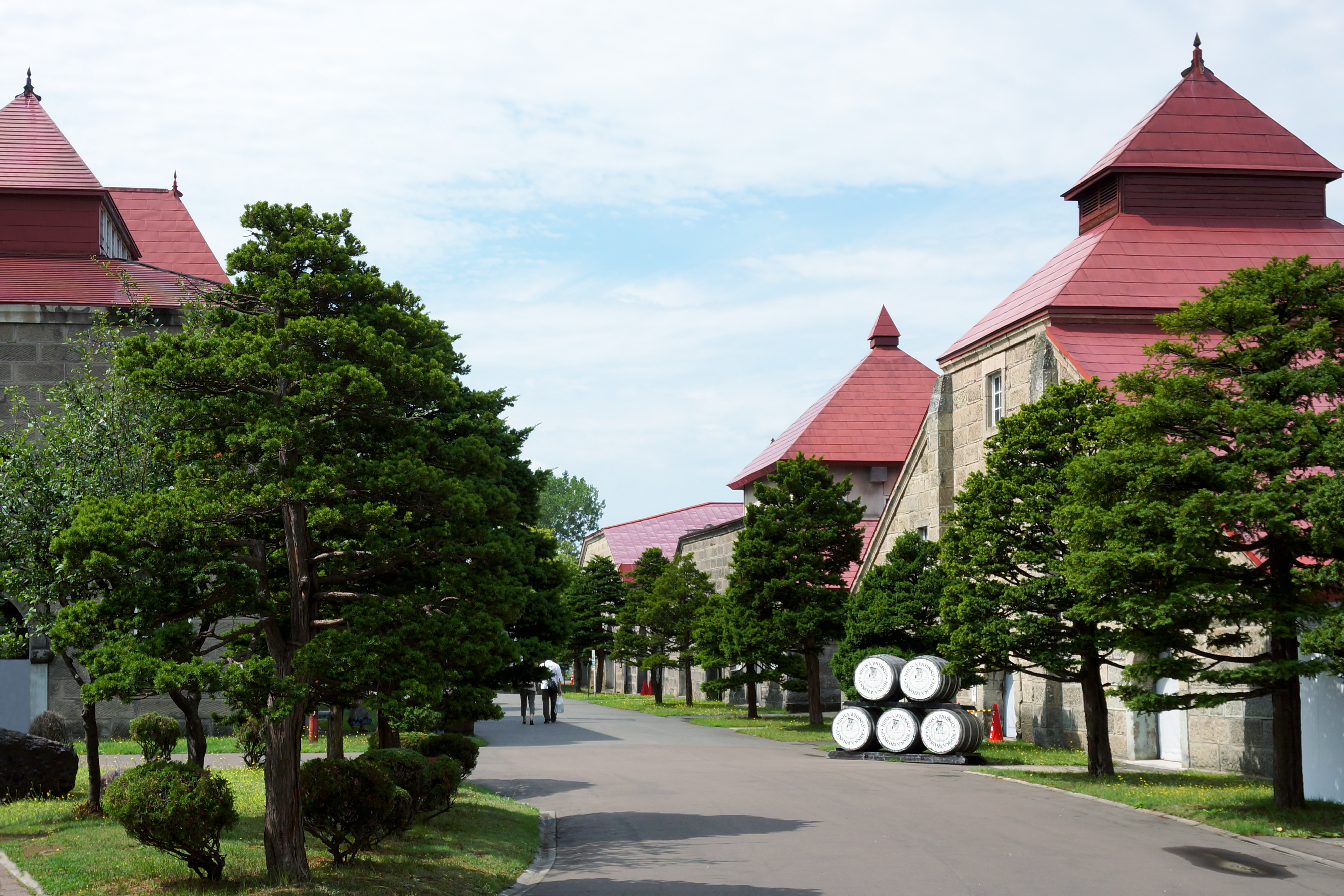
Un bâtiment de la distillerie Yoichi
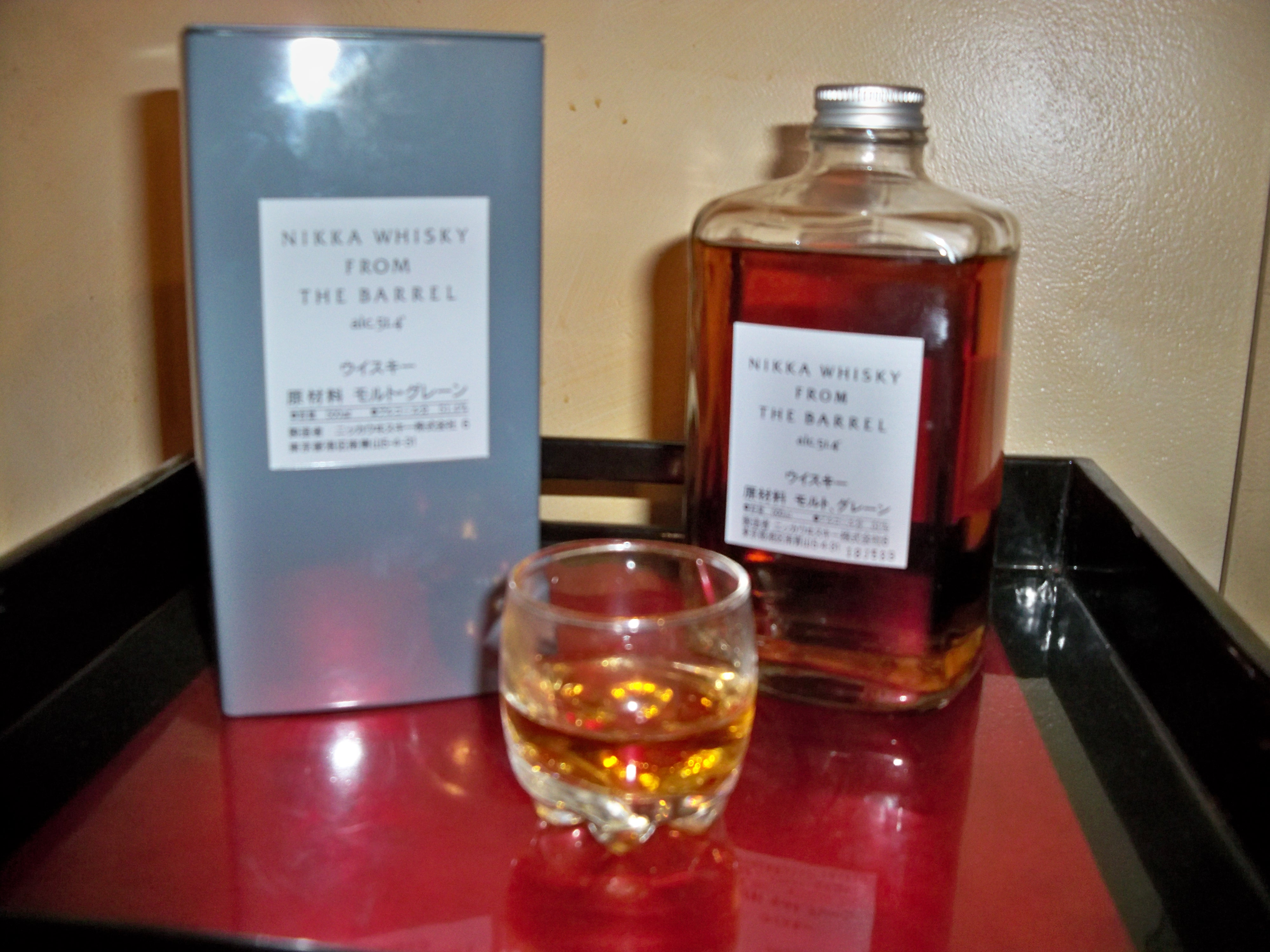
Whisky Nikka From the barrell

## Produits
- Single malt : Yoichi (余市?), Miyagikyo (宮城峡?)[7],
- Pure malt : Taketsuru (竹鶴?), Pure malt (ピュアモルト, Pyua moruto?)[8],
- Blend : Tsuru (鶴?), The Blend (ザ・ブレンド, Za Burendo?), Super Nikka (スーパーニッカ, Sūpā Nikka?), From the barrell (フロム・ザ・バレル, Furomu za bareru?), G&G, All malt (オールモルト, Ōru moruto?), Malt club (モルトクラブ, Moruto kurabu?), Black Nikka (ブラックニッカ, Burakku Nikka?), Hi Nikka (ハイニッカ, Hai Nikka?)[9].
- Brandys : Nikka Brandy (ニッカブランデー, Nikka burandē?), Dompierre (ドンピエール, Donpiēru?)[10].

## Récompenses
Le Single Cask Yoichi 1987 est élu meilleur single malt au monde aux World Whiskies Awards en 2008.
Le Taketsuru 17 ans est élu meilleur blended malt au monde aux World Whiskies Awards en 2012, 2014 et 2015, le Taketsuru 21 ans en 2007, 2009, 2010, 2011.